# Van Horn Township
Van Horn Township est un township du comté de Carroll dans le Missouri, aux États-Unis,. Il est baptisé en référence à Robert T. Van Horn (en).

## Source de la traduction
- (en) Cet article est partiellement ou en totalité issu de l’article de Wikipédia en anglais intitulé « Van Horn Township, Carroll County, Missouri » (voir la liste des auteurs).